# DTM 1992
DTM 1992 vanns av Klaus Ludwig.

## Delsegrare
| Bana        | Vinnare            | Märke    | Vinnare          | Märke    |
| ----------- | ------------------ | -------- | ---------------- | -------- |
| Zolder      | Kurt Thiim         | Mercedes | Kurt Thiim       | Mercedes |
| Nürburgring | Frank Biela        | Audi     | Roland Asch      | Mercedes |
| Wunstorf    | Jörg van Ommen     | Mercedes | Keke Rosberg     | Mercedes |
| Avus        | Steve Soper        | BMW      | Bernd Schneider  | Mercedes |
| Hockenheim  | Ellen Lohr         | Mercedes | Roland Asch      | Mercedes |
| Nürburgring | Klaus Ludwig       | Mercedes | Klaus Ludwig     | Mercedes |
| Norisring   | Joachim Winkelhock | BMW      | Steve Soper      | BMW      |
| Brno        | Johnny Cecotto     | BMW      | Johnny Cecotto   | BMW      |
| Diepholz    | Klaus Ludwig       | Mercedes | Klaus Ludwig     | Mercedes |
| Singen      | Bernd Schneider    | Mercedes | Bernd Schneider  | Mercedes |
| Nürburgring | Bernd Schneider    | Mercedes | Klaus Ludwig     | Mercedes |
| Hockenheim  | Roberto Ravaglia   | BMW      | Roberto Ravaglia | BMW      |

## Slutställning
| Plats | Förare             | Märke    | Poäng |
| ----- | ------------------ | -------- | ----- |
| 1     | Klaus Ludwig       | Mercedes | 228   |
| 2     | Kurt Thiim         | Mercedes | 192   |
| 3     | Bernd Schneider    | Mercedes | 191   |
| 4     | Johnny Cecotto     | BMW      | 185   |
| 5     | Keke Rosberg       | Mercedes | 147   |
| 6     | Roland Asch        | Mercedes | 143   |
| 7     | Roberto Ravaglia   | BMW      | 134   |
| 8     | Joachim Winkelhock | BMW      | 110   |
| 9     | Steve Soper        | BMW      | 109   |
| 10    | Jörg van Ommen     | Mercedes | 106   |